# الألعاب الأولمبية الصيفية 2004

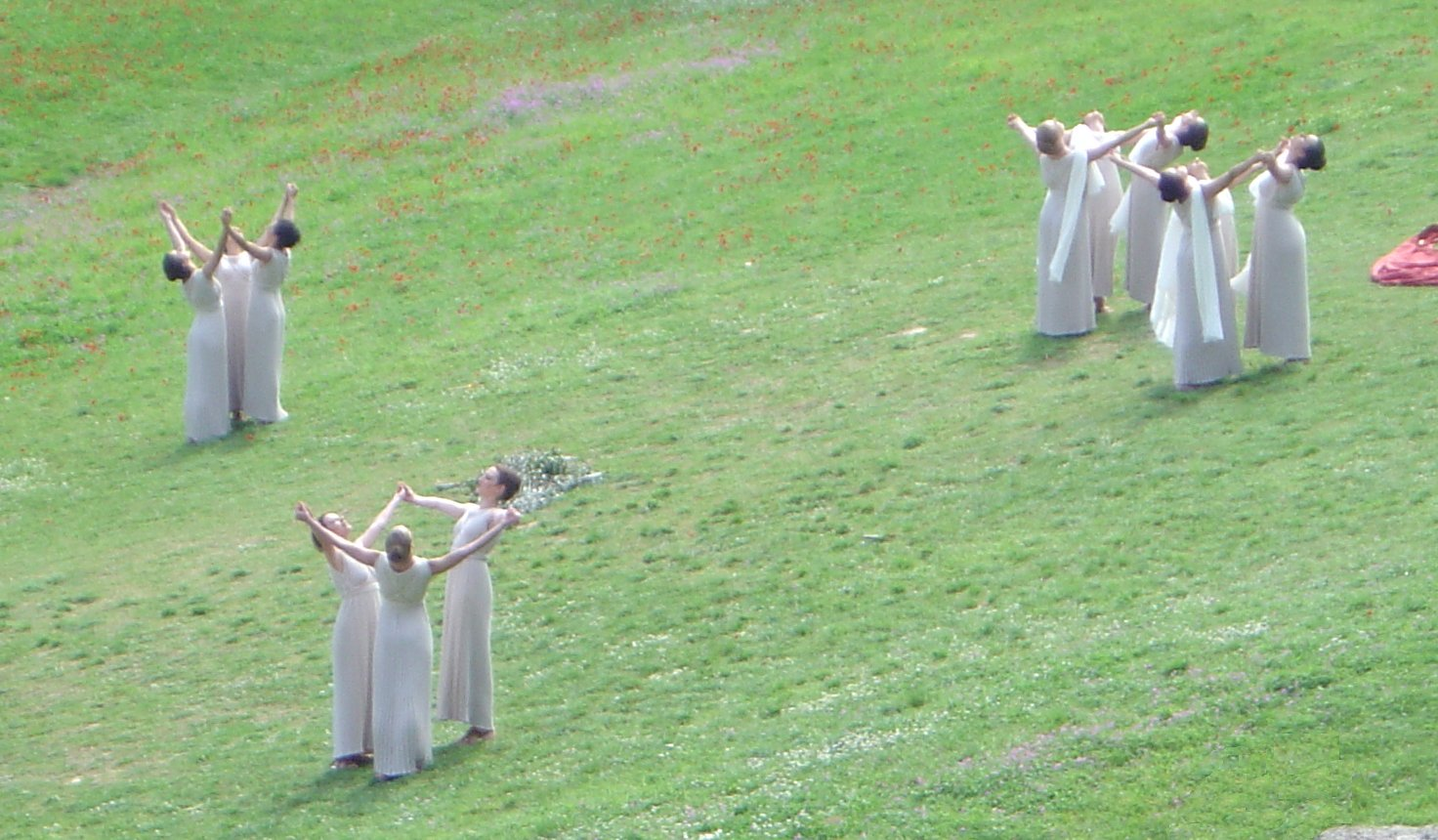
مراسم إيقاد الشعلة

دورة الألعاب الأولمبية الصيفية 2004 هي النسخة الثامنة والعشرون من دورات الألعاب الأولمبية احتضنتها مدينة أثينا، لتعود الألعاب إلى موطنها الأول باليونان بعد غياب طويل امتد من الدورة الأولى سنة 1896. جرت فعاليات الدورة على مدار 17 يوما من 13 حتى 29 أغسطس 2004 بمشاركة 10625 لاعب ولاعبة، يشكلون 5501 فريقا رياضيا، يمثلون 201 دولة في عدد غير مسبوق للدول المشاركة في تاريخ الألعاب. تبارى المشاركون في 301 لعبة رياضية بزيادة رياضة واحدة عن دورة سيدني 2000. شاهد ما يقارب 3.9 مليار شخص الألعاب على شاشة التلفزيون، وشهدت هذه الدورة دخول المصارعة النسائية لأول مرة لدائرة التنافس في الألعاب الأولمبية.
تم اختيار أثينا لاستضافة أولمبياد 2004 بعد منافسة مع 4 مدن أخرى وهي روما وستوكهولم وبوينس آيرس وكيب تاون وتم إعلان خبر اختيار مدينة أثينا لاستضافة الأولمبياد في مدينة لوزان في 5 سبتمبر 1997.
كانت الأولمبيات الصيفية الثامنة والعشرون هي الثانية التي تنظمها مدينة أثينا وتم إطلاق تسمية بيفوس وأثينا على التميمة الرسمية للدورة وهما أخ وأخت ويحملان أسماء آلهة يونانية قديمة فبيفوس هو إله الضوء والموسيقى المعروف باسم أبولو، أما أثينا فهي آلهة الحكمة والحامية لمدينة أثينا. قامت اللجنة المنظمة للأولمبيات بتأمين الدورة الأولمبية والمراكز المعنية بمراقبة المواقع الأولمبية والمرور من خلال نحو 293 كاميرا للمراقبة و 3 طائرات مروحية ومنطاد للمراقبة من الجو بالإضافة إلى طائرات الإنذار المبكر من حلف الناتو وسفن الحلف التي كانت تجوب السواحل قبالة اليونان، فضلاً عن نحو،70,000 رجل شرطة وأفراد من الجيش. .
يعتقد البعض أن بناء مطار أثينا الدولي ومترو الأنفاق الجديدين ساهما بشكل كبير في حصول أثينا على شرف استضافة الألعاب الأولمبية. أكدت الأرقام الرسمية اليونانية أن تكلفة المشروعات التي نفذت بأثينا قد بلغت 11 مليار دولار، في الوقت الذي كانت هذه المشروعات إبان دورة سيدني الأسترالية عام 2000 لم تتجاوز 2.6 مليار دولار . من مشاهير العرب الذين تم الإعلان عن أسماءهم لحمل الشعلة الأولمبية : حسين فهمي، يسرا، ليلى علوي، هالة صدقي، رانيا علواني، محمد رشوان، ثابت البطل، محمد نصير، إبراهيم المعلم، حاتم زكريا، حسن المستكاوى، أحمد ناصر. وتم اختيار هذه الأسماء من ضمن 3600 اسما قاموا بحمل الشعلة لمسافة تقارب 300 متر لكل شخص .
من الجدير بالذكر أن الشعلة الأولمبية انطلقت من أثينا في يوم 25 مارس 2004 لتنطلق بعده عبر قارات العالم الخمس في رحلة استغرقت 78 يوما، وبعد اليونان توقفت الشعلة في أستراليا، مكان آخر أولمبياد شهدتها مدينة سيدني عام 2000 ومرت الشعلة عبر المدن التي شهدت الألعاب الأولمبية الصيفية ضمنها برلين حيث تم طرح العمل بالشعلة لأول مرة عام 1936 ومن الجدير بالذكر أيضا إن وسيلة نقل الشعلة تختلف من دولة إلى أخرى فقد تنقل بالقطارات والطائرات والسيارات وعلى ظهر الأفيال كما في مدينة نيودلهي الهندية وعلى ظهر الجمال كما في القاهرة. 

## حفل الافتتاح
أقيم حفل الافتتاح في 13 أغسطس من 2004 والذي تم الاستعداد له بإدارة المصمم الأيحائي اليوناني ديمترس بابايوانو. شاهد مراسيم الافتتاح 72,000 مشاهد كانوا متواجدين في استاد أثينا الأولمبي بالإضافة إلى حوالي 4 مليارات شخص عبر شاشات التلفزيون، قام رئيس اليونان كوستاس ستيفانوبولوس برفع العلم اليوناني معلنا بدء الأولمبياد وقام مئات من حاملي الطبول بقرع طبولهم في عد تنازلي لبدء الاحتفالات التي كانت عبارة عن رحلة تصويرية لمشاهد من تاريخ اليونان وتاريخ استضافة أثينا للأولمبياد وشارك في مشاهد حفل الافتتاح 9,000 راقص ومؤدي. بدء حفل الافتتاح بعد تنازلي ل 28 (عدد الألعاب الأولمبية السابقة) بصوت خفقات قلب بصوت مكبر، بعد انتهاء العد التنازلي أطفئت الأنوار وانطلقت الألعاب النارية وتم إشعال حلقات أولمبية في وسط استاد أثينا الأولمبي هذه الحلقات كانت عائمة في الماء. الحفل كان مستوحى من تاريخ الحضارة اليونانية والإغريقية القديمة. طفل كان يبحر في قارب باتجاه الحلقات الأولمبية يمثل الدول المشاركة بعدها بدأت الرقصات الإيحائية والتعبيرية في داخل الملعب الذي احتوى على مجسمات لعدد من الآلهة اليونانية القديمة. حقوق بث حفل الافتتاح والانتهاء كانت حكرا كاملا للشركة الأمريكية NBC بالعربية الشركة الوطنية للبث(National Broadcasting Company) ،شارك في الحفل إناث مثلن الآلهة اليونانية القديمة وقد تم تعتيم صدورهن من قبل NBC لأنها كانت شبه عارية، كما تم تعتيم بعض الأعضاء الأمامية للذكور التي كانت شبه واضحة وذلك لتجنب أي مخالفات من قبل الهيئة الفدرالية للاتصالات الأمريكية. وبعد الانتهاء من العروض المستوحاة من الحضارة الإغريقية بدء دخول الفنانين وبدأت بعض الحفلات الغنائية.
بعدها بدأت الدول في الدخول (202 دولة، بالأصل كانت 220 دولة مدعوة للتمثيل في الأولمبياد وذلك لأغراض سياسية ولكن عدد الدول التي شاركت بلاعبيها ولاعباتها كانت 202 دولة فقط) وفق الترتيب الهجائي للحروف اليونانية مما جعل الصين والفلبين وفنلندا من آخر الدول في الدخول. لاقى دخول وفد أفغانستان بعد انقطاع طويل وبمشاركة نسائية ترحيبا حارا من قبل الحضور كما لاقى وفد العراق تصفيقا حارا. ودخلت كوريا الجنوبية تحت علم واحد مما يجسد وحدة البلدين بالرغم من خلافاتهما، كذلك شاركت تيمور الشرقية وجمهورية كرباتيا لأول مرة في الألعاب الأولمبية. وأخيرا تم إشعال الشعلة الأولمبية بواسطة اللاعب اليوناني المحبوب في اليونان نيقولاس كاكلاماناكيس بطل ركوب الأمواج باللوح الشراعي والحائز على ذهبية في أولمبياد 1996 والذي تم رفعه بحبال شفافة إلى مستوى الشعلة ليتم إيقادها. بعدها أشعلت الألعاب النارية معلنة انتهاء الحفل.
كان هناك حوالي 1500 متر من الطلاء على أرضية الملعب لتوجيه المشاة و 7000 جهاز مراقبة داخل آذان رجال الأمن وشهدت سماء أثينا أثناء مراسيم الافتتاح المنطاد الأمني الخاص الذي سمي فيباس وكان يطير على ارتفاع 1200 متراً ويحمل 13 شخصا كما كان مزوداً بكاميرات دقيقة التصوير لرصد أي حركة أمنية غير متوقعة وقد تميز ذلك المنطاد الأمني الخاص بقدرته على مواصلة التحليق لساعات حتى إذا خرقه الرصاص ومن الجدير بالذكر أن كبار المدعوين من زعماء العالم وقادته السابقين جلسوا خلف زجاج واق من الرصاص أثناء حفل الافتتاح. كان هناك 7000 جندي و25،000 شرطي و3,000 من حرس الحدود الشاطئي و3,500 متعاقد أمني خاص و1,500 مسلح مسئولون عن توفير الأمن وبلغت الميزانية المخصصة لهم حوالي 1200 مليون دولار.

## الشعار
بدأت عادة اختيار دمية كشعار للأولمبيات في مدينة مكسيكو 1968 وكانت عبارة عن نمر مرقط وقد استمر ذلك التقليد في الدورات اللاحقة حيث كان يتم اختيار حيوان أو أي ظاهرة تتعلق بتراث المدينة المضيفة واشتهرت هذه الشعارات على نطاق عالمي منذ أولمبيات موسكو 1980 وأصبح الدب ميشا رمزا عالميا حيث ظهر ميشا ظهورا كثيفا في مراسم الافتتاح والختام. وفي عام 1896 أو في عام 2004 اختارت أثينا باليونان غصن الزيتون الذي يرمز إلى السلم والصداقة وذلك للتعبير عن روح والهدف من الألعاب الأولمبية. لم يكن الهدف من الشعار التعقيد بل كان مرتبطا بروح الألعاب الأولمبية ولهذا كان الشعار بسيطا وتجريديا، ساطعا ونقيا. يكون اللون الأزرق واللون الأبيض معا بصورة منسقة وهي ذاتها الوان العلم اليوناني، أغصان الزيتون على شكل دائري رمز للسلم، وتجسد في نفس الوقت شمول أثينا للعالم في العصر الحديث.
تم اختيار دميتين بدل من واحدة في أولمبياد أثينا وهما يرمزان لأثينا وفيووس. حسب الأساطير اليونانية، فيووس هو شقيق أثينا الكبير. أثينا هي آلهة الحكمة والقوة لذا تحمل عاصمة اليونان اسمها، أما فيووس فهو آلهة النور والموسيقى، وبحسب التصميم للتميمتين رجلان كبيرتان وعنق طويل ورأس صغير، يلبس أحدهما الزي الأصفر القاتم والآخر يلبس الزي الأزرق القاتم، رأساهما وأرجلهما باللون الذهبي. استوحى المنظمون للأولمبيات فكرة الدمية من دميتين تم العثور عليهما من خلال تنقيبات أثرية في القرن السابع،  اختارت اللجنة المنظمة هذا الشعار إيمانا منها بأنه يمثل معاني «المشاركة والأخوة والمساواة والتعاون واللعب النظيف». كانت هذه الدمية الفائزة من بين 200 دمية منافسة وكانت من تصميم فريق من 6 أشخاص بينهم خبير في التاريخ اليوناني القديم. لم يعجب اختيار هذا الرمز مجموعة تطلق على نفسها المجموعة اليونانية لأصدقاء العراقة واعتبرت الدمية إهانة للموروث اليوناني العريق وقاموا برفع دعوى قضائية ضد اللجنة المنظمة مطالبين بمبلغ 3 مليون يورو. ومن بين الانتقادات الأخرى التي وجهت للدميتين هو شكلهما الشبيه حسب بعض المنتقدين بالعازل الذكري أو ضحيتين لانفجار قنبلة نووية 

## أزمة البناء والتجهيزات الرياضية
في أواخر مارس 2004، كانت بعض المشاريع الأولمبية ما تزال غير مكتملة، وقد أعلنت السلطات اليونانية أن سقف المسبح الرئيسي للسباحة لن يبنى. استاد أثينا الأولمبي الذي سوف يتم به افتتاح واختتام الاحتفالات لم ينته إلا قبل شهرين من افتتاح المباريات مع افتقاره للتجهيزات النهائية. السقف الزجاجي لملعب الافتتاح الذي صممه المهندس الإسباني سانتياغو كالاترافا تم تعديله ليصبح خطة مستقبلية اضافية للملعب. مرافق أخرى مثل خط العربة الذي يربط المطار وملعب المدينة لم ينته بنائها إلا قبل شهرين من بدء الألعاب. كاد هذا الوضع أن يجعل هذه الدورة الرياضية من أكثر الدورات اضطرابا وذلك لعدم اتمام بناء المرافق في الوقت المحدد، لكن اليونانيين أعلنوا أنهم سيكونون جاهزين بحلول يوليو - أغسطس 2004. وبالفعل تم تجهيز كل المرافق الرياضية في بداية شهر أغسطس 2004 كما تم تجهيز استاد أثينا الأولمبي وأفتتاحه، وأيضا مجمع أثينا الأولمبي الرياضي والمرافق الرياضية الأخرى أيضا تم تجهيزها في الوقت المعلن عنه، وجهزت شبكة القطار الحديثة الرابطة بين أثينا والساحل حيث كانت تقام بعض الألعاب المائية، إضافة إلى ذلك نم تطوير شبكة المترو وشوارع أثينا بنجاح. وبذلك تكون اليونان ردت على جميع الانتقادات والتخوفات المتعلقة بتجهيز كافة مرافقها الرياضية على أعلى مستوى.

## الألعاب الرياضية
حسب تقسيمات اللجنة الأولمبية، تكونت الدورة الأولمبية لعام 2004 من 28 رياضة مختلفة وهي كما يلي:
| الألعاب الرياضية في أولمبيات أثينا 2004 | الألعاب الرياضية في أولمبيات أثينا 2004 | الألعاب الرياضية في أولمبيات أثينا 2004 |
| رياضة                                   | صورة                                    | نبذة عن بداية اللعبة في الألعاب الأولمبية |
| --------------------------------------- | --------------------------------------- | --- |
| رماية بالبندقية                         |                                         | تم التنافس في هذه الرياضة في جميع دورات الألعاب الأولمبية الحديثة منذ دورة أثينا (1896) باستثناء دورتي 1904 و 1928. تنافس في أولمبيات 2004 390 متسابقا حازت فيها الصين على 4 ميداليات ذهبية و 2 فضية و 3 برونزية واحتلت بهذا صدارة القائمة وحازت الإمارات العربية المتحدة على ميدالية ذهبية واحدة. |
| تنس الريشة                              |                                         | يعتقد أن اللعبة اخترعت في اليونان قبل حوالي 2000 سنة، دخلت الألعاب الأولمبية لأول مرة في أولمبيات برشلونة (1992). تنافست 12 فرق في مسابقات كرة الريشة في أولمبيات 2004 وكان لفريق الصين حصة الأسد من الميداليات 3 ذهبية و 1 فضية و 1 برونزية. |
| بيسبول                                  |                                         | يعتقد أن جذور اللعبة ترجع إلى عام 1744 في بريطانيا أو أيرلندا وتم ذكرها لاحقا في مخطوطات أمريكية عام 1791، ظهرت في الأولمبياد لأول مرة في أولمبيات سانت لويس (1904) ولكنها لم تعتبر من المسابقات الرسمية واستمرت بصورة متفاوتة حتى اعتبارها لعبة أولمبية رسمية في أولمبيات برشلونة 1992. تنافست 8 دول في هذه الرياضة في أولمبيات 2004 وفازت كوبا بالذهبية وأستراليا بالفضية واليابان بالبرونزية.                                        |
| كرة السلة                               |                                         | تم اختراع اللعبة من قبل الطبيب الكندي جيمس نايسميث (1861 - 1939)، دخلت الألعاب الأولمبية لأول مرة في أولمبيات برلين 1936. في أولمبيات 2004 وفي بطولة الرجال حازت الأرجنتين على الذهبية وإيطاليا على الفضية والولايات المتحدة على البرونزية، أما في مسابقة النساء فحصلت الولايات المتحدة على الذهبية وأستراليا على الفضية وروسيا على البرونزية.                                                                                          |
| ملاكمة                                  |                                         | يعتقد أن منشأ الملاكمة كرياضة تعود إلى منطقة شمال أفريقيا قبل ميلاد المسيح بحوالي 4000 سنة ، ظهرت للمرة الأولى في الألعاب الأولمبية في دورة سانت لويس 1904 وافتتح عبد المنعم الجندي من مصر سجل العرب بحصوله على برونزية أولمبيات روما 1960. في أولمبيات 2004 جاءت كوبا بالمركز الأول فقد حصد الكوبيون على 5 ميداليات ذهبية و 2 فضية و 2 برونزية وحصدت مصر فضية الوزن الثقيل وبرونزية وزن خفيف التقيل.                                   |
| تجديف                                   |                                         | يعتقد أن ممارسة التجديف كرياضة قد يرجع جذورها إلى منطقة حوض الأمازون وسكان المناطق الباردة في شمال كندا، دخلت الرياضة المسابقات الأولمبية في أولمبيات برلين 1936. في أولمبيات 2004 حلت ألمانيا بالمركز الأول بحصولها على 4 ميداليات ذهبية و 4 فضية و 1 برونزية. |
| سباق الدرجات الهوائية                   |                                         | تم المنافسة في رياضة سباق الدرجات الهوائية منذ بداية الألعاب الأولمبية الحديثة عام 1896 في أثينا، في أولمبيات أثينا 2004 حلت أستراليا بالمركز الأول بعد أن حصدت 6 ميداليات ذهبية و 2 فضية و 2 برونزية. |
| فروسية                                  |                                         | دخلت رياضة الفروسية في نطاق الألعاب الأولمبية في أولمبيات باريس 1900 واختفت بعدها لتظهر مرة أخرى في أولمبيات ستوكهولم 1912، في أولمبيات أثينا 2004 حلت الولايات المتحدة بالمركز الأول وحصدت ميدالية ذهبية واحدة و 2 فضية و 2 برونزية. |
| غطس                                     |                                         | دخلت رياضة الغطس في نطاق الألعاب الأولمبية في أولمبيات سانت لويس 1904، وفي أولمبيات أمستردام 1928 حصل الغطاس المصري فريد سميقي على الميدالية الفضية، في أولمبيات أثينا 2004 حلت الصين بالمرتبة الأولى وحازت على 6 ميداليات ذهبية و 2 فضية و 1 برونزية. |
| مبارزة                                  |                                         | تم التنافس في المبارزة من ولادة الألعاب الأولمبية الحديثة عام 1896 وتعتبر إيران الدولة الوحيدة من الشرق الأوسط التي ساهمت بالمبارزة الأولمبية ولكن نتائجها لم تكن ملموسة. في أولمبيات أثينا 2004 حلت إيطاليا بالمركز الأول بحصولها على 3 ميداليات ذهبية و 3 فضية و 1 برونزية. |
| كرة القدم                               |                                         | دخلت كرة القدم النطاق الأولمبي في جميع الأولمبيات باستثناء أولمبياد 1896 و 1932 وفي أولمبياد أتلانتا 1996 تم إدراج كرة القدم النسائية لأول مرة، لم يحصل أي فريق عربي على ميداليات كرة القدم واقرب فريق كاد يصل إلى منصة الميداليات هو منتخب العراق لكرة القدم لكنه خسر في المباراة المحددة للمركز ال ثالث والرابع والميدالية البرونزية بنتيجة 1-0 عندما لاقى منتخب إيطاليا لكرة القدم. في أثينا 2004 حصل الأرجنتين على ذهبية كرة القدم. |
| جمباز                                   |                                         | تم التنافس في الجمباز منذ ولادة الألعاب الأولمبية الحديثة في 1896 ودخلت لاعبات الجمباز المنافسات في أولمبيات أمستردام 1928، في أثينا 2004 حلت رومانيا بالمرتبة الأولى بحصولها على 4 ميداليات ذهبية و 3 فضية و 3 برونزية. |
| كرة اليد                                |                                         | دخلت رياضة كرة اليد النطاق الأولمبي في أولمبيات برلين 1936 واختفت لسنوات لتعاود الظهور في أولمبيات ميونخ 1972 وانظمت الفرق النسوية في أولمبيات مونتريال 1976، في أثينا 2004 حازت كرواتيا على الميدالية الذهبية للرجال بينما حازت سيدات الدنمارك على ذهبية النساء. |
| هوكي الساحة                             |                                         | دخل هوكي الساحة الألعاب لأولمبية في أولمبيات لندن 1908 وحذفت في أولمبيات باريس 1924 وعادت بصورة دائمة في أولمبيات أمستردام 1928 وانظمت فرق السيدات في أولمبيات موسكو 1980. في أثينا 2004 فاز رجال أستراليا ونساء ألمانيا بالذهبية. |
| جيدو                                    |                                         | ظهر الجودو لأول مرة في أولمبيات طوكيو 1964 وانظمت فرق السيدات في أولمبيات سيول 1988. في أثينا 2004 كان لليابان حصة الأسد من الميداليات وحصدت 8 ذهبية و 2 فضية. |
| ألعاب خماسية حديثة                      |                                         | لعبة دخلت الأولمبيات لأول مرة في أولمبيات ستوكهولم 1912 وتتكون من مبارزة، رماية بالمسدس، سباحة حرة 200 متر، فروسية قفز الموانع وعدو الضاحية.في أثينا 2004 حاز ت روسيا على ذهبية الرجال وهنغاريا على ذهبية النساء. |
| مصارعة                                  |                                         | من الرياضات القديمة دخلت في جميع الأولمبيات باستثناء أولمبيات باريس 1900. في أثينا 2004 حلت روسيا بالمركز الأول وحصدت 5 ميداليات ذهبية و 2 فضية و 3 برونزية وحصل المصارع المصري كرم إبراهيم على ذهبية المصارعة الرومانية وزن 96 كيلو غرام. |
| كرة طائرة                               |                                         | تم ابتكاراللعبة في ماساتشوستس، الولايات المتحدة عام 1895، دخلت الألعاب الأولمبية في أولمبيات 1964 ودخلت الكرة الطائرة الشاطئية للأولمبيات في عام 1996 في أتلانتا. في أولمبيات 2004 فازت البرازيل بذهبية الرجال والصين بذهبية السيدات في طائرة الساحات المغلقة وحصدت البرازيل أيضا ذهبية الطائرة الشاطئية للرجال بينما حصلت سيدات الولايات المتحدة على ذهبية الطائرة الشاطئية.                                                           |
| تنس الطاولة                             |                                         | ترجع جذور اللعبة إلى الطبقة الأرستقراطية في بريطانيا في القرن الثامن عشر، دخلت الأولمبيات في سيول، كوريا الجنوبية 1988، في أثينا 2004 فازت الصين بذهبية زوجي الرجال والسيدات وفردي السيدات بينما حصلت كوريا الجنوبية على ذهبية فردي الرجال. |
| تايكواندو                               |                                         | تعود جذور اللعبة إلى الفنون القتالية الكورية، دخلت لأول مرة نطاق الأولمبيات في سيدني 2000 بصورة رسمية وتمكنت إيران وتركيا من خطف ميداليتين برونزيتين. في أثينا 2004 تمكن المصري ثامر بيومي من الحصول على برونزية وزن 58 كغم والإيراني يوسف كريمي على برونزية وزن 80 كغم. |
| كرة المضرب                              |                                         | تعود جذور اللعبة إلى القرون الوسطى في فرنسا، كانت اللعبة متواجدة في الأولمبياد من الألعاب الأولمبية الصيفية الأولى لحد أولمبيات باريس 1924 ثم اختفت لتظهر من جديد في سول 1988. في أثينا 2004 حصلت شيلي على ذهبية فردي وزوجي الرجال، وحصدت بلجيكا ذهبية فردي السيدات والصين ذهبية زوجي السيدات. |
| رماية بالسهم                            |                                         | رياضة عريقة يعتقد أن عمرها حوالي 50,000 سنة دخلت الأولمبيات في الألعاب الأولمبية الصيفية الثانية، في أثينا 2004 حلت كوريا الأولى حيث حصدت ذهبية السيدات (فردي) وذهبية الرجال والسيدات (جماعي). |
| الكرة الناعمة                           |                                         | يعتبر من مشتقات لعبة البيسبول دخلت الأولمبيات في سيدني 1996، في أثينا 2004 فازت الولايات المتحدة بالذهبية وأستراليا بالفضية واليابان بالبرونزية. |
| سباحة                                   |                                         | تمت المنافسة في السباحة في جميع الألعاب الأولمبية وشاركت السيدات منذ أولمبيات ستوكهولم 1912، في أثينا 2004 حلت الولايات المتحدة بالمرتبة الأولى بحصولها على 12 ذهبية و 9 فضية و 7 برونزية. |
| ألعاب قوى                               |                                         | من الأسماء العربية في هذا المجال التونسي ،محمد غامودي الذي فاز بذهبية 5000 متر في 1968 وحصد الفضية في 1972 والمغربي،سعيد عويطة الذي فاز بذهبية 5000 متر في 1984. في أثينا 2004 حلت الولايات المتحدة بالترتيب الأول حيث حصدت 8 ذهبيات و 15 فضية و 5 برونزيات. |
| إبحار بالقارب الشراعي                   |                                         | تم التنافس في هذه الرياضة لأول مرة في الألعاب الأولمبية الصيفية الثانية واختفت في 1904 لتظهر مرة أخرى في 1908، في أثينا 2004 حلت بريطانيا بالمرتبة الأولى وحصدت ذهبيتين وبرونزيتين وفضية واحدة. |
| سباحة إيقاعية                           |                                         | نشأت هذه الرياضة في بدايات القرن العشرين وهناك جدل حول أول عرض إيقاعي إذ تشير بعض المصادر إلى سباحات من كندا بينما تشير مصادرأخرى إلى عرض في عام 1907 قامت به السباحة الأسترالية آنيت كيليرمان Annette Kellerman ويعتبر البعض ذلك العرض البداية الحقيقية لهذه الرياضة الذي أصبحت حكرا على السيدات، دخلت الرياضة الأولمبيات عام 1984 وفي أثينا 2004 حصلت سيدات روسيا على ذهبيتين والمرتبة الأولى.                                        |
| رفع الأثقال                             |                                         | تم التنافس في هذه الرياضة بصورة مستمرة منذ عام 1920 وكانت موجودة بصورة متقطعة في الألعاب الأولمبية الصيفية الأولى والألعاب الأولمبية الصيفية الثالثة في سيدني 2000 حصل سعيد سيف من قطر على برونزية 420 كغم، في أثينا 2004 حصلت الصين على المرتبة الأولى بخمس ميداليات ذهبية و 3 فضية وحصل حسين رضا زاده من إيران على ذهبية 105 كغم. |
| كرة الماء                               |                                         | تم التنافس في كرة الماء لأول مرة في الألعاب الأولمبية الصيفية الثانية وانظمت السيدات في سيدني 2000، في أثينا 2004 فازت هنغاريا بذهبية الرجال وإيطاليا بذهبية السيدات. |
| سباق الكراسي المتحركة                   |                                         | تم إدخالها لأول مرة في أثينا 2004 بصورة تجريبية واستعراضية، تم التنافس بصورة غير رسمية ولم يتم منح الميداليات. |
| ألعاب ثلاثية                            |                                         | تشمل السباحة لمسافة 1500 متر و 10 كم عدو و 40 كم سباق بالدرجات الهوائية، دخلت الأولمبيات لأول مرة في سيدني 2000في أثينا 2004 فازت النمسا بذهبية السيدات ونيوزيلندا بذهبية الرجال. |

## الميداليات العربية
كعادتها جاءت الإنجازات العربية ضعيفة في الأولمبياد مع بعض النجاحات لعل أبرزها تحقيق هشام الكروج ميداليتين ذهبيتين في مسافتي 1500 و5000 متر ليدخل تاريخ الأولمبياد من بابه الواسع، حيث أنه ثاني شخص في تاريخ الأولمبياد يجمع ذهبيتي هاتين المسافتين بعد الإنجاز الذي حققه العداء الفنلندي بافورنورمي الذي كان قد حقق فوزين في سباقين لنفس المسافتين خلال اولمبياد باريس عام 1924 [وصلة مكسورة]، المنتخب العراقي لكرة القدم كاد أن يحصل على الميدالية البرونزية لكرة القدم لكنه خسر في المباراة المحددة للمركز الثالث والرابع والميدالية البرونزية بنتيجة 1-0 عندما لاقى منتخب إيطاليا لكرة القدم. لاقى منتخب العراق اهتمام واسعا في وسط الانتقادات للظروف الصعبة التي تمر فيها البلاد.
من خلال تاريخ مشاركة الفرق العربية في الألعاب الأولمبية حصل المتسابقون العرب على 62 ميدالية منها 19 ذهبية و16 فضية و27 برونزية. فرديًّا تبدو مصر في طليعة العرب بـ21 ميدالية منها 7 ذهبيات وتحتل المركز السابع والأربعين عالميًّا، وقد بدأ فوز العرب بالميداليات الأولمبية منذ دورة أمستردام عام 1928، واستمر تقريبًا دون توقف، ولكن المقارنة بين 5 ميداليات أولمبية عربية في أمستردام (1928)، و7 ميداليات عربية في أتلانتا (1996) و10 ميداليات في أثينا (2004) تعطي فكرة عن بطء التقدم أو المراوحة في المكان للرياضة العربية خصوصًا وأن الميداليات العربية انحسرت منذ البداية تقريبًا في 6 رياضات فردية فقط هي ألعاب القوى والملاكمة والمصارعة ورفع الأثقال والجودو والغطس. الذين فازوا بالميداليات الأولمبية عربيًّا جاءوا من تسع دول هي: مصر والمغرب والجزائر وتونس وسوريا ولبنان والعراق وقطر وجيبوتي والكويت. فيما يلي جدول الميداليات العربية
| الاسم                    | صورة | الدولة                   | الرياضة                                  | الميدالية |
| ------------------------ | ---- | ------------------------ | ---------------------------------------- | --------- |
| هشام الكروج              |      | المغرب                   | 1500 متر                                 | ذهبية     |
| هشام الكروج              |      | المغرب                   | 5000 متر                                 | ذهبية     |
| حسنة بنحسي               |      | المغرب                   | 800 متر                                  | فضية      |
| كرم جابر                 |      | مصر                      | مصارعة رومانية وزن 96 كيلو غرام          | ذهبية     |
| محمد علي                 |      | مصر                      | ملاكمة وزن ثقيل (ما فوق ال 91 كيلو غرام) | فضية      |
| محمد السيد [وصلة مكسورة] |      | مصر                      | ملاكمة وزن ثقيل                          | برونزية   |
| تامر بيومي               |      | مصر                      | تايكواندو وزن 58 كيلو غرام               | برونزية   |
| أحمد إسماعيل             |      | مصر                      | ملاكمة وزن خفيف التقيل 81 كيلو غرام      | برونزية   |
| أحمد حشر آل مكتوم        |      | الإمارات العربية المتحدة | رماية                                    | ذهبية     |
| ناصر الشامي              |      | سوريا                    | ملاكمة وزن ثقيل                          | برونزية   |

## قائمة الميداليات
مقالة رئيسية: قائمة ميداليات أولمبيات أثينا 2004.
| ميداليات الألعاب الأولمبية الصيفية 2004 |                            |       |      |         |       |
| الترتيب                                 | الدولة                     | ذهبية | فضية | برونزية | مجموع |
| 1                                       | الولايات المتحدة الأمريكية | 36    | 39   | 27      | 102   |
| 2                                       | الصين                      | 32    | 17   | 14      | 63    |
| 3                                       | روسيا                      | 27    | 27   | 38      | 92    |
| 4                                       | أستراليا                   | 17    | 17   | 16      | 49    |
| 5                                       | اليابان                    | 16    | 9    | 12      | 37    |
| 6                                       | ألمانيا                    | 13    | 16   | 20      | 49    |
| 7                                       | فرنسا                      | 11    | 9    | 13      | 33    |
| 8                                       | إيطاليا                    | 10    | 11   | 11      | 32    |
| 9                                       | كوريا الجنوبية             | 9     | 12   | 9       | 30    |
| 10                                      | المملكة المتحدة            | 9     | 9    | 12      | 30    |

## حفل الختام

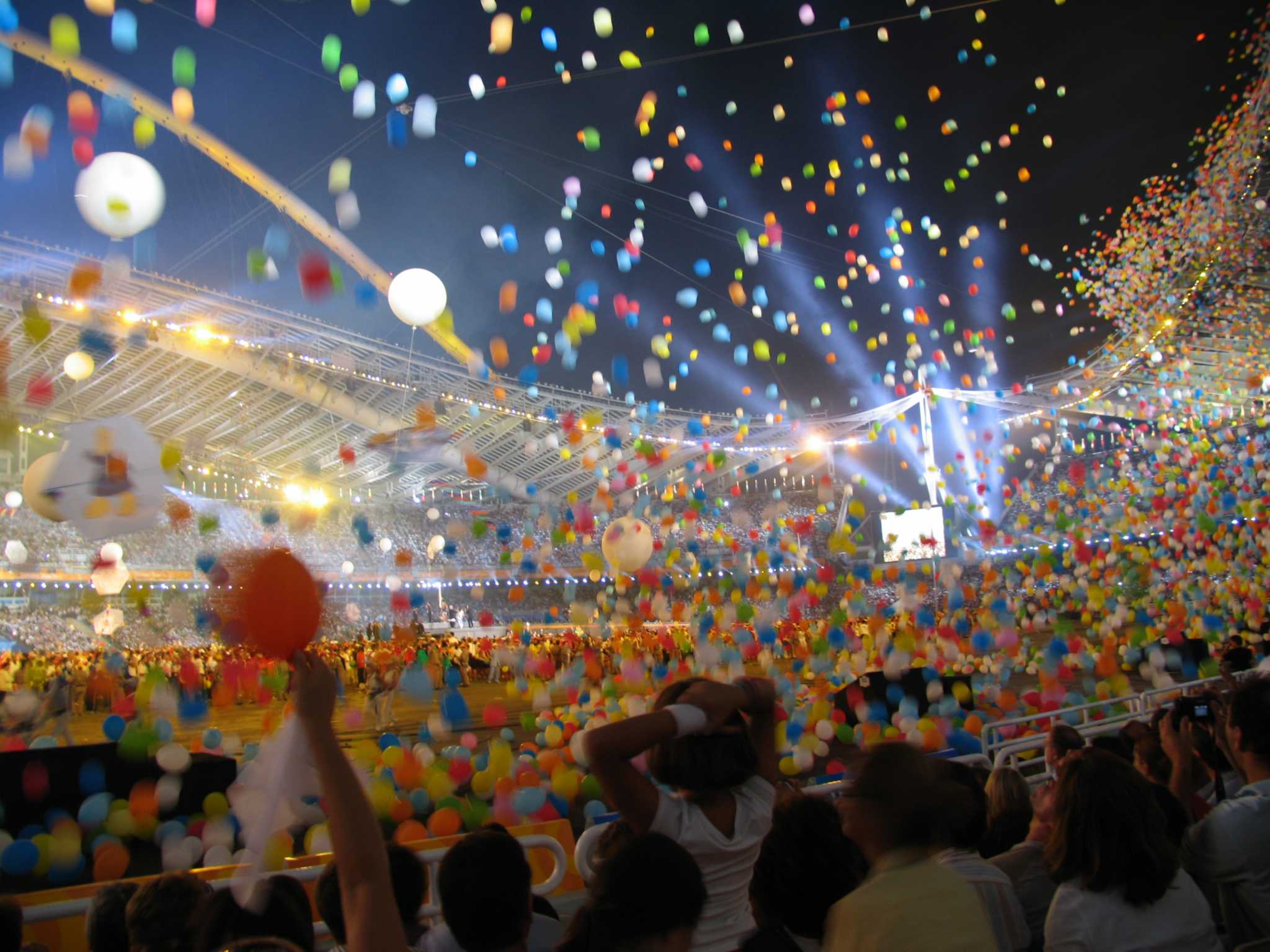
مشهد من حفل الختام

في مساء 28 أغسطس من 2004 وبعد 17 يوم من المنافسة بدء حفل الختام في استاد أثينا الأولمبي. تم تتويج آخر ميدالية أولمبية وهي ميدالية الماراثون للإيطالي ستيفانوا بالديني، بعدها بدء دخول علم كل الدول المتافسة واحداً تلو الآخر يتبعه لاعبو كل دولة. أعقب ذلك كلمات قصيرة من المنظمين واتحاد الألعاب الأولمبية. من أهم فقرات هذا الحفل هو تبادل العلم الأولمبي بين عمدة أثينا وعمدة بكين المستضيف القادم للألعاب الأولمبية سنة 2008، كما ألقى عمدة بكين كلمة تعبر عن الثقافة الصينية تبعها عرض موسيقي لفرقة البنات الأثنى عشر الصينية. تم عزف كل من النشيد الوطني اليوناني والصيني أثناء التبادل، وعند الانتهاء من التبادل أعلن رسميا انتهاء دورة الألعاب الأولمبية الثامنة والعشرون وإخماد الشعلة الأولمبية. أعقب ذلك حفل غنائي ضم الكثير من المطربين اليونانبين والكثير من الرياضيين في الملعب يحملون لوحات لتشكيل رسومات مختلفه أثناء حفل الانتهاء.

## معرض صور

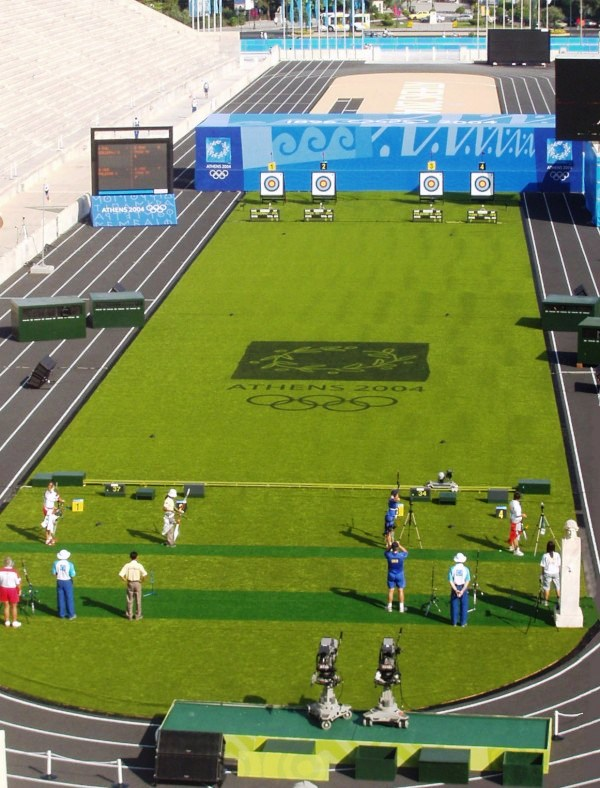
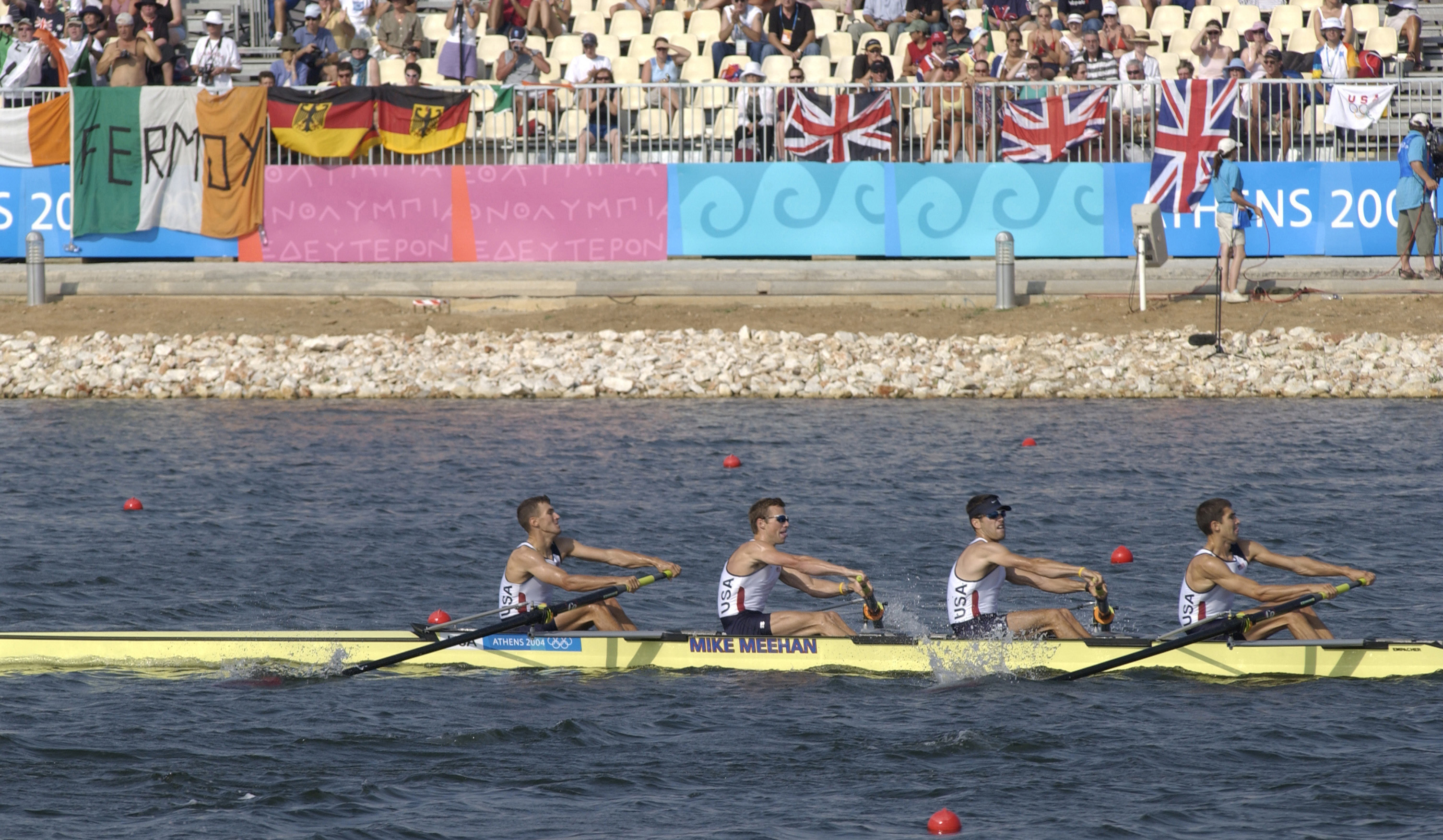
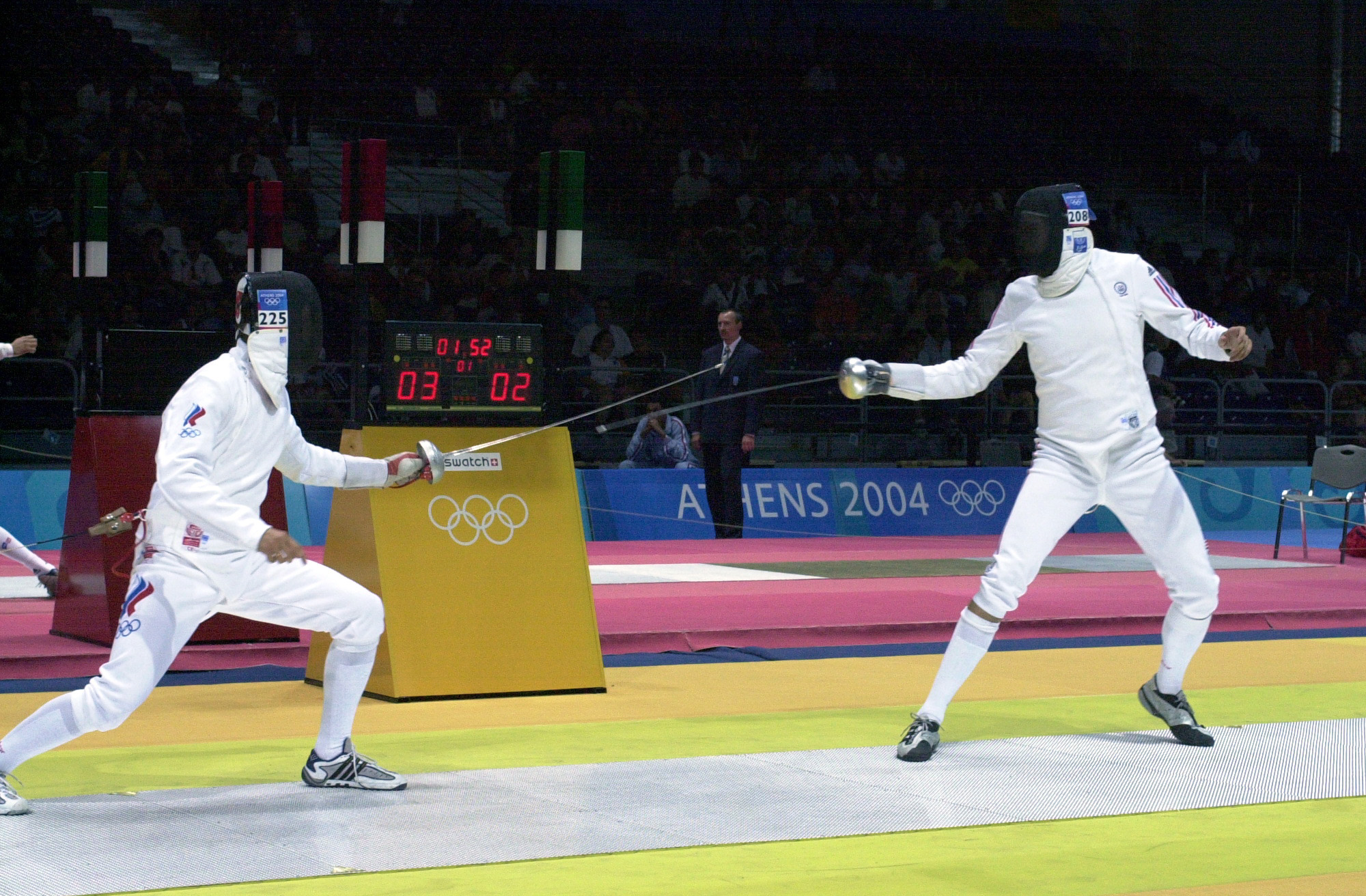
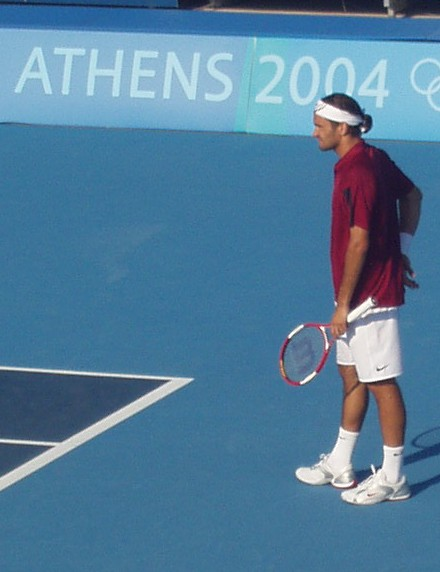